# لغات سلافية غربية

اللغات البلطيقية السلافية.

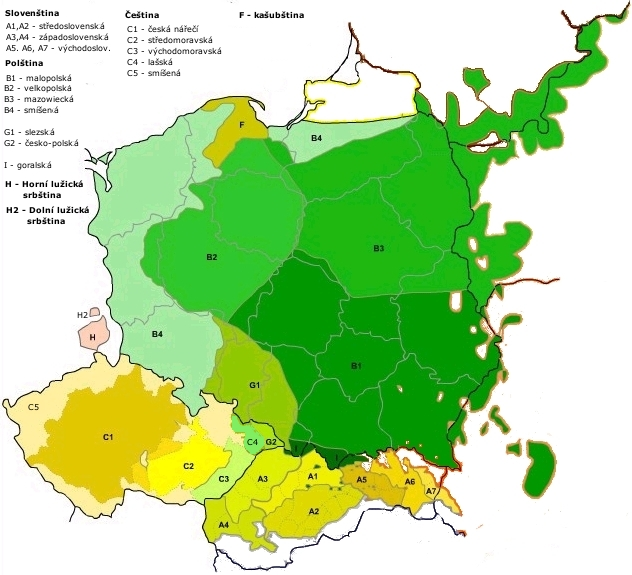
مجموعات ولهجات

لغات سلافية غربية هي فرع من مجموعة اللغات السلافية التي تضم التشيكية والبولندية والسلوفاكية والكاشبايان، الصربية العليا والسفلى الصربية.

## المجموعات واللهجات
التصنيف وفقا للنموذج التقليدي:
الهندي الأوروبي
بالتو -السلافية
السلافية الغربية
اللغات التشيكية-السلوفاكية
تشيكي
السلوفاكية
البولندية
بوميرانيان
الكاشبايان
السلوفينية
الصوربية
الصربية العليا
الصربية السفلى